# Гунька Ганна
Ганна Гунька (псевдо.: «Анька», «Віра»; нар. 1918 (1919) Львів  — пом. 23 січня 1947 с. Жуків, Бережанського району, Тернопільської області)  — українська громадська та військова діячка, секретар Революційного Проводу ОУН (б), секретар СБ ОУН (б), референт Українського Червоного Хреста Станіславського обласного проводу ОУН (б), дружина шефа СБ Миколи Арсенича.

## Життєпис
Народилася в родині робітників, до 1939 проживала разом з батьками у Львові на вулиці Петра Скарґи. 1936  — 1939  — Львівська приватна жіноча гімназія.

### Діячка ОУН
З окупацією Західної України військами СССР родина Гуньків потрапила до числа депортованих до Сибіру. Ганна переходить у націоналістичне запілля, бере участь у русі опору. Взимку 1940 року у складі «пробоєвої» групи перетнула совєцько-німецький кордон. Під час переходу група ледь на наткнулася на більшовицьких прикордонників, потрібно було перетнути річку Сян  — шукати брід не мали часу. Ганна першою стрибнула у крижану річку, показавши приклад іншим підпільникам. Цей вчинок у майбутньому спричинив хворобу, внаслідок якої вона не могла мати дітей.
У цьому ж році стає секретарем Революційного Проводу ОУН (б).
1941  — секретар СБ ОУН (б).
1942  — у Львові вийшла заміж за учасника ОУН-івського підпілля Миколу Арсенича.
1942  — 1944  — працює у жіночій мережі ОУН (б) міста Львова, референт Українського Червоного Хреста.
1944  — у зв'язку з переїздом чоловіка до тернопільської області залишає роботу в УЧХ, постійно перебуває біля Миколи Арсенича.
1947  — перебуваючи у криївці разом з чоловіком, командиром охоронної двадцятки «Климом», Світланою Галушкою «Наталкою» потрапили у засідку карателів МГБ. На пропозицію здатися «Клим» спробував контратакувати, був важко поранений, після чого підірвав себе гранатою. Начальник СБ ОУН Микола Арсенич застрілив дружину Ганну і «Наталку», потім застрелився сам.